# Weneberg, Eržen
Weneberg je naselje v Občini Eržen v Okraju Špital ob Dravi  na Koroškem v Avstriji.